# Forbidden Lover
Forbidden Lover è un brano musicale del gruppo musicale giapponese de L'Arc~en~Ciel, pubblicato come secondo singolo estratto dall'album Ark, il 14 ottobre 1998. Il singolo ha raggiunto la prima posizione della classifica Oricon dei singoli più venduti in Giappone, rimanendo in classifica per diciannove settimane e vendendo 838 815 copie. Il singolo è stato ripubblicato il 30 agosto 2006.

## Tracce
CD Singolo KSD2-1206
1. forbidden lover
2. Kasou -1014 mix- (花葬)
3. forbidden lover (hydeless version)

## Classifiche
| Classifica (1998) | Posizione più alta |
| ----------------- | ------------------ |
| Giappone (Oricon) | 1                  |